# Маренков, Михаил Андреевич
Михаи́л Андре́евич Маренко́в (10 октября 1912, село Костино-Отделец, Тамбовская губерния — 1 декабря 1969, Белореченск, Краснодарский край) — лейтенант Советской Армии, участник Великой Отечественной войны, Герой Советского Союза (1944).

## Биография
Родился 10 октября 1912 года в селе Костино-Отделец Борисоглебского уезда Тамбовской губернии (ныне — Терновский район Воронежской области).
После окончания шести классов школы работал сначала в родительском хозяйстве, затем в колхозе.
В ноябре 1934 года был призван на службу в Рабоче-крестьянскую Красную Армию. В 1939 году окончил курсы младших лейтенантов. Участвовал в польском походе. С июня 1941 года — на фронтах Великой Отечественной войны. В боях два раза был тяжело контужен.
К сентябрю 1943 года лейтенант М. Маренков командовал батареей 727-го истребительно-противотанкового артиллерийского полка 10-го танкового корпуса 40-й армии Воронежского фронта. Отличился во время битвы за Днепр. 28 сентября 1943 года его батарея переправилась через Днепр в районе села Зарубинцы Каневского района Черкасской области Украинской ССР и приняла активное участие в боях за удержание плацдарма, только за два последующих дня уничтожив 3 дзота, 1 противотанковое орудие, 2 наблюдательных пункта, около роты солдат и офицеров противника.
Представлен к награждению званием Героя Советского Союза «за умелое командование батареей, мужество и героизм, проявленные при форсировании Днепра и в боях на захваченном плацдарме». Указом Президиума Верховного Совета СССР «О присвоении звания Героя Советского Союза генералам, офицерскому, сержантскому и рядовому составу Красной Армии» от 10 января 1944 года за «образцовое выполнение боевых заданий командования на фронте борьбы с немецко-фашистскими захватчиками и проявленные при этом отвагу и геройство» был удостоен высокого звания Героя Советского Союза с вручением ордена Ленина и медали «Золотая Звезда» за номером 2359.
В 1946 году уволен в запас в звании старшего лейтенанта. Проживал и работал в городе Белореченске Краснодарского края. Умер 1 декабря 1969 года.
Был также награждён орденом Отечественной войны 2-й степени и рядом медалей.
На здании вокзала станции Белореченская, где с 1948 по 1968 год работал М. А. Маренков, в его честь установлена мемориальная доска.